# 1162 км (зупинний пункт)
1162 кіломе́тр — залізничний пасажирський зупинний пункт Знам'янської дирекції Одеської залізниці на лінії Олійникове — Колосівка.
Розташований в селі Степанівка Веселинівського району Миколаївської області між станціями Веселинове (10 км) та Мартинівська (5 км).
На платформі зупиняються приміські поїзди.